# Pinkly Smooth
I Pinkly Smooth sono stati una band statunitense generalmente definita come Avant-garde metal, nata nel 2001 ad Huntington Beach (California).

## Storia
I componenti erano: The Rev, sotto il nome di Rathead e Synyster Gates, entrambi provenienti dagli Avenged Sevenfold; Buck Silverspur (detto El Diablo) al basso e D-Rock (detto Super Loop) alla batteria, provenienti dai Ballistico.
Anche Justin Meacham, ex bassista degli Avenged Sevenfold, contribuì a questo progetto.
Il debutto discografico dei Pinkly Smooth avvenne nel 2002 per la Bucktan Records con Unfortunate Snort che peraltro è stato anche l'unico album del gruppo.
Dalla morte di The Rev, mente primaria del gruppo, non si ebbero più notizie della band.
Tuttavia è di The Rev, la voce del brano Fiction (in origine: Death) nato da una vecchia melodia di una canzone dei Pinkly Smooth mai pubblicata. Fiction sarà poi inserita nell'album Nightmare degli Avenged Sevenfold a lui dedicato. The Rev registrò una demo di Fiction con alcune parti di testo mantenute nella versione finale della band tre giorni prima della sua morte.

## Formazione
- Rathead – voce, piano, batteria
- Synyster Gates – chitarra
- Justin Meacham – tastiere e piano
- El Diablo – basso
- Super Loop – batteria

## Discografia
Unfortunate Snort (2002)